# آب سیاه (فیلم ۱۹۹۶)
آب سیاه (به هندی: Kaalapani) فیلمی محصول سال ۱۹۹۶ و به کارگردانی پریادارشان است. در این فیلم بازیگرانی همچون موهن لال، پرابو، تابو، آمریش پوری، وینث، جان کولونبچ، ندومودی ونو، سرینیواسان ایفای نقش کرده‌اند.